# ФК „Шипка“ (София)
Вижте пояснителната страница за други значения на Шипка.
Шипка е футболен клуб от град София, съществувал в периода 1923 – 1945. През годините е носил следните цветове: зелено-бяло райе, изцяло в небесно синьо, бели фланелки и червени гащета, небесносини фланелки и черни гащета.

## История
Създаден е на 2 май 1923 след обединение на отборите на Победа (Кюлюците) (основан 1919) и Мефисто (основан 1920). Първото име на отбора е Спарта. На 7 октомври 1924 г. с разрешение на съюза на опълченците в България приема името Шипка. Всички ветерани участвали в Освободителната война са провъзгласени за почетни членове на СК Шипка. През август 1926 се обединява със Славейков (София) под името Шипка `26. През 1938 взема бронзовите медали в държавното първенство, а следващата година печели царската купа. На 7 април 1942 г. се обединява с График (София) като Шипка-График.
В началото на 1944 се обединява с Победа (Орландовци) под името Шипка-Победа. Престава да съществува през 1944 след като е обединен в Чавдар с елитните столични отбори на АС`23 и Цар Борис III.

## Успехи
- Купа „Улпия Сердика“ през 1937 г.
- Бронзов медалист в Държавното първенство през 1938 г.
- Носител на Царска купа за 1939 г.

## Известни футболисти
- Борис Трънков
- Крум Петков
- Тодор Конов
- Кирил Илиев
- Антон Кузманов
- Тодор Атанасов
- Тодор Горчев
- Асен Павлов
- Стоян Ташков
- Павел Василев – Шердена
- Тодор Футеков
- Георги Аджаров
- Никола Найденов
- Добромир Добрев – Малчо
- Христо Атанасов
- Димитър Миланов
- Борис Николов
- Костадин Димитров – Фазана
- Петър Минчев
- Атанас Янев – Тачето
- Симеон Василев